# Ганау (графство)
Графство Гана́у или Хана́у (нем. Grafschaft Hanau) — государство Священной Римской империи со столицей в городе Ханау (Ганау).

## История

### Образование графства
Графство было образовано в 1429 году, когда император Сигизмунд произвёл Рейнхарда II Ганауского в графы, в результате чего его сеньория стала графством. Основная часть его владений располагалась к северу от реки Майн, протянувшись от Франкфурта-на-Майне на восток по долине реки Кинциг до Шлюхтерна, и по горному массиву Шпессарт до Партенштайна.

### Первый раздел

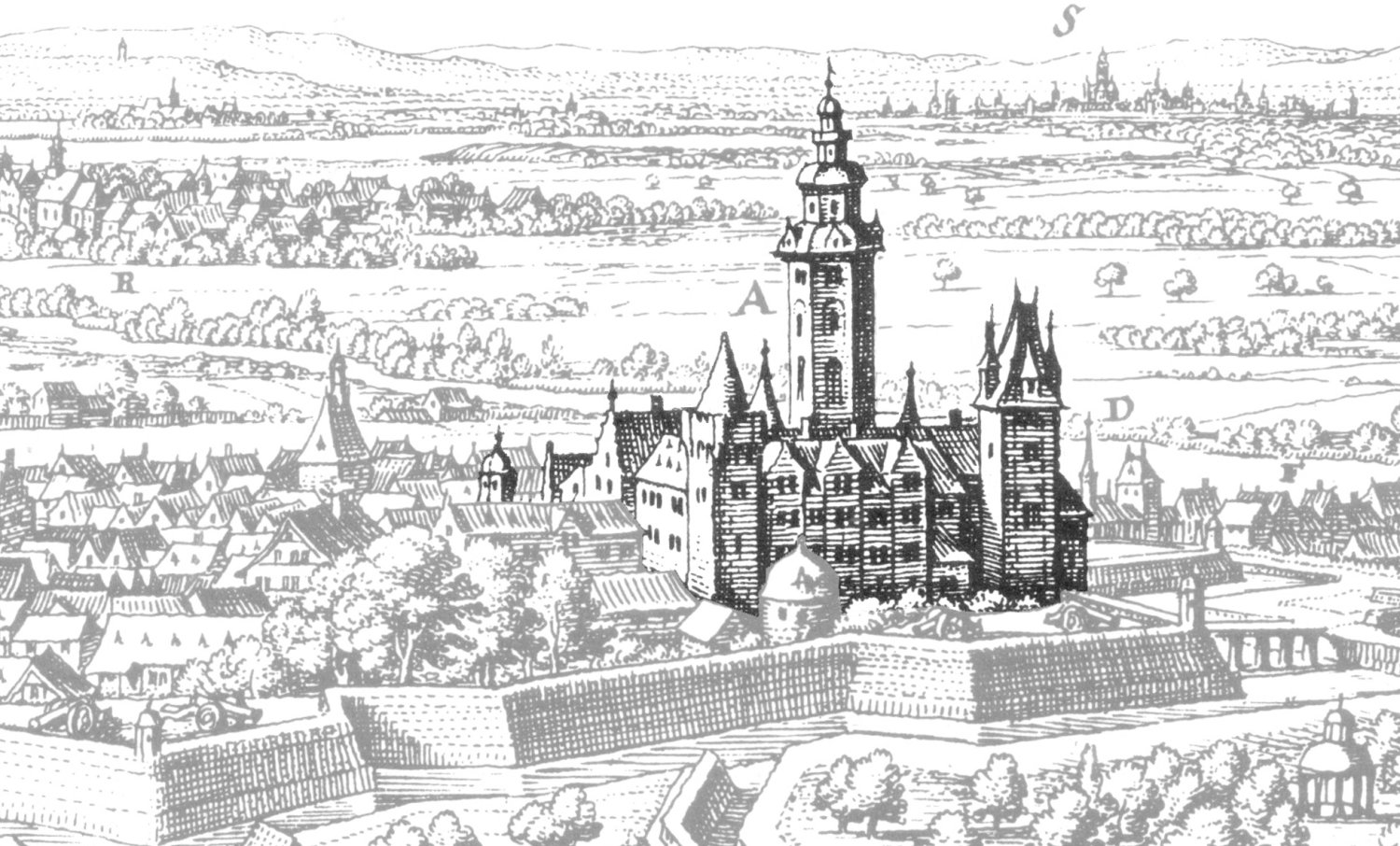
Графская резиденция в Ганау (с гравюры 1632 года)

В 1451 году Рейнхард II скончался, а год спустя скончался также его сын и наследник Рейнхард III. Филиппу — сыну Рейнхарда III — было тогда всего четыре года, и не было уверенности в том, что он сможет прожить достаточно долго, чтобы произвести наследника мужского пола. Единственным, кроме него, оставшимся мужчиной в роду был другой Филипп — брат Рейнхарда III. Так как ещё в 1375 году в роду Ганау был принят принцип первородства, в соответствии с которым только старший наследник имел право жениться, то разразился конфликт: пфальцграфиня Маргарет Мосбахская (мать младшего Филиппа) и её отец Оттон настаивали на сохранении принципа первородства, в то время как старший Филипп, на стороне которого было большинство влиятельных людей в графстве, хотел стать графом сам. В 1457 году Маргарет скончалась, и в 1458 году лежавший южнее реки Майн амт Бабенхаузен был отделён от графства и отдан старшему Филиппу. В результате бывший амт Бабенхаузен стал зачатком графства Ганау-Лихтенберг, а оставшуюся севернее реки Майн часть графства стали впоследствии называть Ганау-Мюнценберг.

### Воссоединение графства

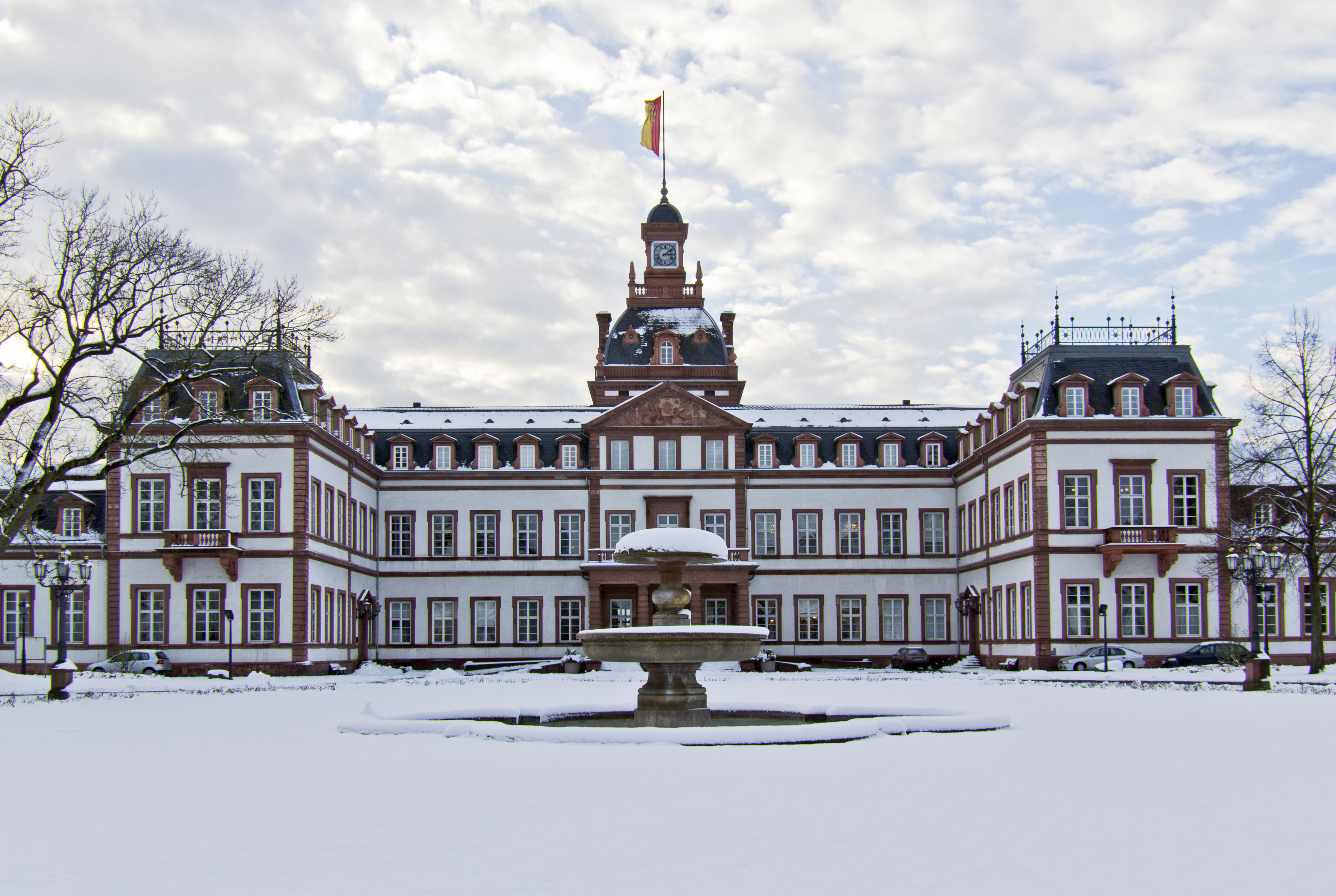
Графский замок Филиппсруэ

В 1642 году скончался Иоганн Эрнст — последний из мужчин ветви, правившей в Ганау-Мюнценберге. Ближайшим родственником мужского пола был Фридрих Казимир Ганау-Лихтенбергский, который в то время был ещё мал и находился под опекой Георга II Флекенштайн-Дагштульского. В это время шла Тридцатилетняя война, и если в Ганау-Мюнценберге большинство населения поддерживало кальвинистов, то жители Ганау-Лихтенберга были лютеранами. Чтобы обеспечить наследство Фридриха Казимира, Георгу II пришлось объявить кальвинизм государственной религией на землях Ганау-Мюнценберга, сохранив право на совершение лютеранских обрядов лишь для себя и членов своего двора. В 1643 году ему пришлось заключить договор с Амалией Елизаветой Ганау-Мюнценбергской (которая к тому времени была регентом Гессен-Касселя при несовершеннолетнем сыне Вильгельме VI), по условиям которого она предоставляла военную и дипломатическую поддержку против тех, кто препятствовал вступлению Фридриха Казимира в наследство, однако взамен на это в случае пресечения мужской линии дома Ганау права на графство отходили потомкам Амалии Елизаветы.
В 1638 году после смерти Филиппа Морица Ганау-Мюнценбергского, его вдова Сибилла Кристина Ангальт-Дессауская получила в качестве вдовьей доли замок Штайнау. Чтобы избежать её возможных претензий на графство, было решено женить на ней Фридриха Казимира. Из-за двадцатилетней разницы в возрасте (вдове было уже 44 года) брак оказался бездетным.

### Второй раскол
Фридрих Казимир умер в 1685 году, и графство Ганау вновь разделилось на две части, унаследованные его племянниками: в Ганау-Мюнценберге стал править Филипп Рейнхард, а в Ганау-Лихтенберге — Иоганн Рейнхард III. В 1712 году Филипп Рейнхард скончался, и графство Ганау объединилось вновь.

### Исчезновение графства Ганау с карты
Иоганн Рейнхард III был последним мужчиной из рода Ганау, и после его смерти в 1736 году в соответствии с договором 1643 года земли графства Ганау-Мюнценберг отошли ландграфству Гессен-Кассель. Земли графства Ганау-Лихтенберг отошли ландграфству Гессен-Дармштадт, так как Шарлотта Кристина Ганау-Лихтенбергская (дочь Иоганна Рейнхарда III) была супругой Людвига VIII Гессен-Дармштадтского. При этом вопрос об административной принадлежности амта Бабенхаузен чуть не привёл к войне между двумя ландграфствами. Дело было передано в Имперский камеральный суд, и после долгого разбирательства спорная территория была в 1771 году примерно поровну разделена между Гессен-Касселем и Гессен-Дармштадтом.